# Хота (футболист)
Хонатан Перес Оливеро (исп. Jonathan Pérez Olivero; 6 июня 1982, Тинахо) — испанский футболист, полузащитник.

## Клубная карьера
Хота начинал свою карьеру в любительском клубе «Тинахо» из своего родного города. С 1998 по 1999 год он находился в системе более сильного «Лансароте», а затем попал в молодёжную команду «Лас Пальмаса». Хота дебютировал за «Лас Пальмас» в сезоне 2003/04 и провёл за клуб пятнадцать матчей. Следующим клубом игрока стала «Кастилья», где он выступал на протяжении двух сезонов. Он сыграл один матч за главную команду «Кастильи» — мадридский «Реал». 21 сентября 2004 года Хота заменил Рауля в поединке с «Осасуной». Сезон 2006/07 он провёл в «Понферрадине» из Сегунды. «Понферрадина» вылетела, а Хота вернулся в «Универсидад», за который играл на правах аренды в сезоне 2001/02. Но он сразу был отдан в аренду клубу Терсеры «Орьентасьон Маритима», за который играл редко. В 2008 году Хота перешёл в «Лансароте». В последнем матче сезона 2010/11 он провёл свой сотый матч за клуб.